# Andrea Roedig
Andrea Roedig (* 9. September 1962 in Düsseldorf) ist eine deutsche Publizistin.

## Leben und Wirken
Nach dem Studium bei Michael Theunissen und Milan Prucha promovierte Andrea Roedig 1996 im Fach Philosophie an der Freien Universität Berlin mit einer Arbeit zu Jean-Paul Sartre und Michel Foucault. Später war sie Geschäftsführerin der Grünen Akademie der Heinrich-Böll-Stiftung und schrieb als freie Autorin für deutsche und schweizerische Printmedien. Von 2001 bis 2006 leitete sie die Kulturredaktion von Der Freitag in Berlin. Roedig ist auf die Gebiete Kultur, Bildung, Gender und auf Alltagsreportagen spezialisiert. Seit 2007 lebt sie in Wien, wo sie als freie Publizistin arbeitet, unter anderem für Der Standard, NZZ, WOZ, Deutschlandfunk Kultur, SWR2, Radio Ö1. Seit Mai 2014 ist sie Mit-Herausgeberin der österreichischen Kultur- und Literaturzeitschrift Wespennest.
2013 erhielt Andrea Roedig den n-ost-Reportagepreis für die Reportage „Macht, dass ihr rüberkommt“.
Ebenfalls 2013 wurde das Interview-Projekt „Bestandsaufnahmen aus der Provinz des Lebens“ (Buchtitel „Bestandsaufnahme Kopfarbeit“), das Roedig gemeinsam mit der Philosophin Sandra Lehmann durchführte und als Buch publizierte, mit dem Theodor-Körner-Preis des österreichischen Theodor-Körner-Fonds ausgezeichnet.
Im Winter 2018/19 war Roedig Visiting Arts and Media Fellow am Center for Humanities and Social Change der Humboldt-Universität zu Berlin, im Herbst 2022 Writer in Residence am DFG-Forschungskolleg „Zukünfte der Nachhaltigkeit“ der Universität Hamburg.

## Werke
- Foucault und Sartre. Die Kritik des modernen Denkens. Freiburg im Breisgau 1997, ISBN 3-495-47860-4.
- Über alles, was hakt. Obsessionen des Alltags. Wien 2013, ISBN 978-3-902665-59-1.
- Bestandsaufnahme Kopfarbeit. Interviews mit Geisteswissenschaftler/innen der mittleren Generation. Gemeinsam mit Sandra Lehmann. Wien 2015, ISBN 978-3-902665-90-4.
- Schluss mit dem Sex. Wünschelruten, Testosteron und anderes Zeug. Wien 2019, ISBN 978-3903110441.
- Man kann Müttern nicht trauen. Autofiktionaler Roman. dtv, München 2022, ISBN 978-3-423-29013-5.